# 美佳のタイプトレーナ
美佳のタイプトレーナ（みかのタイプトレーナ）は、今村二朗によりタッチタイピング練習用に開発されたフリーウェアのタイピングソフトである。通称は美佳タイプ、MIKATYPE。

## 概要
- 開発者曰く、本ソフトの名前の由来は、自身が開発した画像認識システムをある化学会社の研究室に導入する関係で、訪問したときに出会った研究員の方の名前にちなんでいる、とのことである[1]。
- 教育現場の中には、1ソフトとして生徒が自発的に利用できるようにしてあるところもあれば、積極的に授業で利用しているところもあるようである[2]。

## 種類
Windows 95、98、NT、ME、2000、XP、Vista、7、8、10を公式にサポートしている。
- MIKAMOGU 美佳のタイプトレーナ もぐらたたき編 Ver2.05 - 超初心者向けで、美佳のタイプトレーナの入門的位置づけ。
- MIKATYPE 美佳のタイプトレーナ Ver2.06 - スタンダード版。初心者から、高速タイピングを目指すプロのオペレータまで対応。ポジション、ランダム、英単語などに対応。「英語版」はUnicodeに対応しているため、日本語版以外のWindowsでも動作する。
- MIKADVOR 美佳のタイプトレーナ Dvorak編 Ver2.03
- MIKAKANA 美佳のタイプトレーナ カナ編 Ver2.03
- MIKAKIGO 美佳のタイプトレーナ 記号編 Ver2.02 - C言語などのコンピュータ言語の練習向け。
- MIKATEXT 美佳の英文タイプトレーナ テキスト練習編 Ver2.02
- MIKATEN 美佳のタイプトレーナ テンキー編 Ver2.03
- MIKAFREE 美佳のフリーチャット Ver2.01 - 美佳のチャット体験ネットで、人工知能の美佳ちゃんと、自由にチャット可能。
- MIKAOYA 美佳のタイプトレーナ 親指編 Ver2.02 - 親指シフト方式の仮名入力が練習できる。
- MIKACHAT 美佳のチャット体験トレーナ - こちらは、あらかじめ用意された文章で、美佳ちゃんとチャットするタイプ。

## ソフト掲載書籍
- できる式問題集パソコン検定試験準2級問題集 2006年度版 インプレス
- できる式問題集パソコン検定試験3級問題集 2006年度版 インプレス
- パソコン検定試験3級 標準問題集 2006年版 秀和システム
- パソコン検定試験4級 標準問題集 2006年版 秀和システム
- パソコン検定試験（P検）準2級問題集 2007年度版 インプレス
- パソコン検定試験（P検）3級問題集 2007年度版 インプレス
- パソコン検定試験（P検）4級問題集 2007年度版 インプレス